# معزف الأجراس
معزف الأجراس (بالألمانية: Glockenspiel) هي آلة إيقاعية مكونة من طقم مفاتيح مضبوطة الحدة مرتبة مثل لوحة مفاتيح البيانو. تشبه من هذه الناحية الخشبية لكن ألواح هذا الأخير مصنوعة من الخشب، بينما تصنع ألواح أو أنابيب معزف الأجراس من المعدن، مما يجعله ميتالوفون. ومعزف الأجراس أصغر وأعلى حدة نظرا لمادة تصنيعه وحجمه الصغير.